# 浜松市水窪文化会館
浜松市水窪文化会館（はままつしみさくぼぶんかかいかん）は、静岡県浜松市天竜区水窪町奥領家にある文化施設。

## 歴史
- 1996年（平成8年） - 磐田郡水窪町に水窪町文化会館として開館。
- 2005年（平成17年）7月1日 - 水窪町が浜松市に編入されたことで浜松市水窪文化会館に改称。

## 施設
定員約380席のホールと視聴覚室を備えた文化施設である。浜松市立水窪図書館が併設されている。
- ホール -　座席数380人。
- 視聴覚室

## 利用案内
交通アクセス
- JR飯田線水窪駅より徒歩10分。
- 新東名高速道路浜松浜北インターチェンジ・浜松SAスマートインターチェンジ
- 三遠南信自動車道佐久間川合インターチェンジ

駐車場
- 17台（無料）

開館時間
- 8:30–22:00

休館日
- 年末年始